# アデバヨ・アディグン
アデバヨ・アディグン・ジュニア（Adebayo Adigun Jr., 1990年11月15日 - ）は、ナイジェリア出身のプロサッカー選手である。ポジションはミッドフィールダー（ボランチ）、ディフェンダー（センターバック）。アディグン・アデバヨという姓名表記が用いられる場合もある。東京ヴェルディにおける登録名はアデバヨである。

## 来歴
元ナイジェリア代表のサッカー選手、ブンミ・アディグン (Bunmi Adigun) の息子として生まれ、オヨ州イバダンにて育った。2007年から2008年までの間は、ナイジェリア国内所在のシューティング・スターズ・スポーツクラブにてプレーした。在籍中にU-19ナイジェリア代表に選出され、2007年にはU-23代表候補にも選出された。
同郷のキックボクサー･タレントのアンディ・オロゴンが代理人となる形で来日し、柏レイソルの入団テストを受験し、合格して2009年に入団した。同年3月8日に日立柏サッカー場にて開催されたJサテライトリーググループA開幕節 (対戦相手: 東京ヴェルディ) 戦で64分に藏川洋平と交代する形で出場しデビューした。サテライトリーグには6試合出場し、うち5月6日に行われたコンサドーレ札幌との試合では、62分に2点目となる得点を挙げた。
2010年1月、東京ヴェルディに1年間の契約で期限付き移籍する旨が発表された。2010年12月に柏、東京V双方からの退団が発表された。

## 所属クラブ
- 2007年 - 2008年  シューティング・スターズSC（英語版）
- 2009年 - 2010年  柏レイソル
  - 2010年  東京ヴェルディ1969（期限付き移籍）
- 2011年 - 2012年  シューティング・スターズSC
- 2012年 - 2013年  KFバイリス・バルシュ
- 2013年 - 2014年  アル・タハディSC (ベンガジ)（英語版）
- 2015年  サンシャイン・スターズFC（英語版）
- 2016年 -  FKヴェンツピルス

## 個人成績
| 国内大会個人成績 | 国内大会個人成績         | 国内大会個人成績 | 国内大会個人成績 | 国内大会個人成績 | 国内大会個人成績 | 国内大会個人成績 | 国内大会個人成績 | 国内大会個人成績 | 国内大会個人成績 | 国内大会個人成績 | 国内大会個人成績 |
| 年度             | クラブ                   | 背番号           | リーグ           | リーグ戦         | リーグ戦         | リーグ杯         | リーグ杯         | オープン杯       | オープン杯       | 期間通算         | 期間通算         |
| 年度             | クラブ                   | 背番号           | リーグ           | 出場             | 得点             | 出場             | 得点             | 出場             | 得点             | 出場             | 得点             |
| ナイジェリア     | ナイジェリア             | ナイジェリア     | ナイジェリア     | リーグ戦         | リーグ戦         | リーグ杯         | リーグ杯         | オープン杯       | オープン杯       | 期間通算         | 期間通算         |
| ---------------- | ------------------------ | ---------------- | ---------------- | ---------------- | ---------------- | ---------------- | ---------------- | ---------------- | ---------------- | ---------------- | ---------------- |
| 2007-08          | シューティング・スターズ |                  | プレミア         | 25               | 8                |                  |                  |                  |                  | 25               | 8                |
| 日本             | 日本                     | 日本             | 日本             | リーグ戦         | リーグ戦         | リーグ杯         | リーグ杯         | 天皇杯           | 天皇杯           | 期間通算         | 期間通算         |
| 2009             | 柏                       | 38               | J1               | 0                | 0                | 0                | 0                | 0                | 0                | 0                | 0                |
| 2010             | 東京V                    | 32               | J2               | 0                | 0                | -                | -                | 0                | 0                | 0                | 0                |
| ナイジェリア     | ナイジェリア             | ナイジェリア     | ナイジェリア     | リーグ戦         | リーグ戦         | リーグ杯         | リーグ杯         | オープン杯       | オープン杯       | 期間通算         | 期間通算         |
| 2011-12          | シューティング・スターズ |                  | プレミア         | 17               | 2                |                  |                  |                  |                  | 17               | 2                |
| アルバニア       | アルバニア               | アルバニア       | アルバニア       | リーグ戦         | リーグ戦         | リーグ杯         | リーグ杯         | オープン杯       | オープン杯       | 期間通算         | 期間通算         |
| 2012-13          | バイリス・バルシュ       | 5                | スペリオレ       | 26               | 3                |                  |                  |                  |                  | 26               | 3                |
| リビア           | リビア                   | リビア           | リビア           | リーグ戦         | リーグ戦         | リーグ杯         | リーグ杯         | オープン杯       | オープン杯       | 期間通算         | 期間通算         |
| 2013-14          | アル・タハディ・ベンガジ |                  | リビア・プレミア | 23               | 1                |                  |                  |                  |                  | 23               | 1                |
| ナイジェリア     | ナイジェリア             | ナイジェリア     | ナイジェリア     | リーグ戦         | リーグ戦         | リーグ杯         | リーグ杯         | オープン杯       | オープン杯       | 期間通算         | 期間通算         |
| 2015             | サンシャイン・スターズ   | 14               | プレミア         | 23               | 5                |                  |                  |                  |                  | 23               | 5                |
| ラトビア         | ラトビア                 | ラトビア         | ラトビア         | リーグ戦         | リーグ戦         | リーグ杯         | リーグ杯         | ラトビア杯       | ラトビア杯       | 期間通算         | 期間通算         |
| 2016             | ヴェンツピルス           | 5                | ヴィルス         |                  |                  |                  |                  |                  |                  |                  |                  |
| 通算             | ナイジェリア             | ナイジェリア     | プレミア         | 65               | 15               |                  |                  |                  |                  | 65               | 15               |
| 通算             | 日本                     | 日本             | J1               | 0                | 0                | 0                | 0                | 0                | 0                | 0                | 0                |
| 通算             | 日本                     | 日本             | J2               | 0                | 0                | -                | -                | 0                | 0                | 0                | 0                |
| 通算             | アルバニア               | アルバニア       | スペリオレ       | 26               | 3                |                  |                  |                  |                  | 26               | 3                |
| 通算             | リビア                   | リビア           | リビア・プレミア | 23               | 1                |                  |                  |                  |                  | 23               | 1                |
| 通算             | ラトビア                 | ラトビア         | ヴィルス         |                  |                  |                  |                  |                  |                  |                  |                  |
| 総通算           |                          |                  |                  |                  |                  |                  |                  |                  |                  |                  |                  |